# 청년 실업

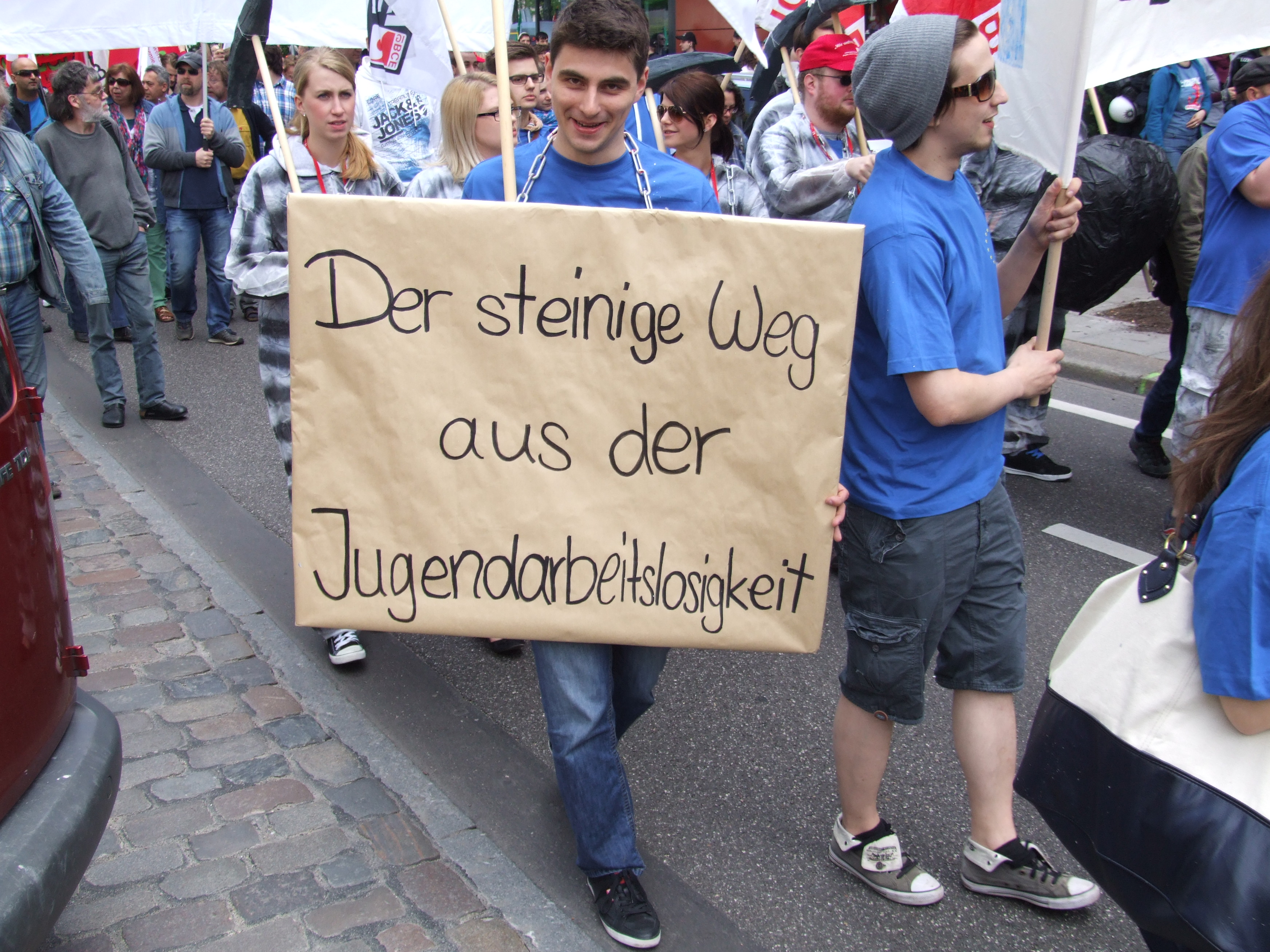

청년 실업(靑年失業)이란 일을 할 수 있는 청년들이 일자리를 구하지 못하거나 일할 기회를 가지지 못하는 일을 말한다.

## 청년실업의 정의
구직활동에 실패한 청년들이 구직을 포기하는 것은 청년실업에 포함하는 견해와 청년실업으로 보지 않는 견해가 나뉘고 있는데, 구직포기는 비경제활동인구로 분류한다. 청년 실업은 주로 15세에서 29세사이의 청년계층의 실업을 말한다.  청년실업이란 일자리를 구하지만 일자리를 구하지 못하는 청년들의 상황을 말하는데, 연령대는 유엔이 15~24세로 규정한 것이다. 실업자는 직업이 없지만 적극적으로 구직활동을 하는 사람을 말한다. 공식 및 통계적 측정의 실업자 자격을 얻기 위해서는 개인이 공식적으로 지정된 '근로연령'(흔히 10대 중반부터 60대 중반까지)의 고용이 없고 일할 의지와 능력이 있어야 하며, 적극적으로 구직활동을 해야 한다. 청년 실업률은 세계 모든 나라의 성인 실업률보다 높은 경향이 있다.

## 배경
15세에서 24세 사이의 전 세계 청년은 12억 명으로 세계 인구의 17%를 차지한다. 87%가 개발도상국에 살고 있다. 유엔이 정한 연령 범위는 24세까지 의무교육이 종료되는 기간을 다룬다. 이 정의는 실업 통계에 영향을 줄 뿐만 아니라 전 세계 정책 입안자들이 고안한 목표 해결책에도 중요한 역할을 하기 때문에 여전히 논란이 되고 있다.
오늘날 두 개의 주요 토론이 진행 중이다. 첫째, 젊음의 연령대를 규정하는 것은 보이는 것만큼 명백하지 않다. 두 가지 이론적 관점이 이 논쟁을 지배했다. 청소년기는 청소년기와 성인기사이의 삶의 단계로 볼 수 있거나, 독자적인 하위 문화를 가진 사회적으로 구성된 집단으로 볼 수 있어 국가 간 비교 가능한 연령대를 확립하기 어렵다. 둘째, 실업의 정의 자체가 실직자가 다수 누락된 청년을 회계처리하지 않을 가능성으로 이어진다. 직업이 없고 적극적으로 구직활동을 하지 않는 사람들은 비활동적인 것으로 간주되어 실업 통계에서 제외된다. 그들의 포함은 실업률을 상당히 증가시킬 것이다.

## 원인
청년실업에는 복합적인 원인이 있다. 그 중에서도 교육의 질과 관련성, 유연성이 떨어지는 노동시장, 규제는 결국 원조와 의존의 상황을 조성하는 것이 오늘 논의되는 주요 원인이다.

### 교육에서 취업까지: 기술 위기
교육의 질과 관련성은 흔히 청년실업의 첫 번째 근본 원인으로 꼽힌다.2010년 27개 선진국 중 25개국의 실업률이 가장 높은 나라는 초등교육 이하의 실업률이었다. 그러나 고등교육이 양질의 일자리를 보장하지는 않는다. 예를 들어, 튀니지의 경우, 대학 졸업자의 40%가 실업자인데 반해 24%는 비졸업자들이다. 이것은 특히 고학력 젊은 여성들에게 영향을 미친다. 터키에서는 대학교육 여성 실업률이 대학교육 남성 실업률의 3배 이상, 이란과 아랍에미리트에서는 3배 가까이, 사우디아라비아에서는 8배 가까이 높은 것으로 나타났다.
모두에게 접근하기 위한 필요성을 넘어, 교육은 노동 시장의 요구에 적절하게 맞추어져 있지 않으며, 이는 결국 젊은이들이 일자리를 찾을 수 없는 것과 고용주들이 그들이 필요로 하는 기술을 고용할 수 없는 두 가지 결과를 초래한다. 경제위기와 많은 나라에서 충분한 일자리 창출의 부족을 합친 결과, 전 세계의 높은 실업률과 기술위기의 발전으로 귀결되었다. 조사에 따르면 전체 사업체의 절반에 달하는 기업이 적절한 자격을 갖춘 인재를 찾기 위해 애쓰고 있는 개방형 직위를 보유하고 있는 것으로 나타났다. 한 세계적인 조사에서 전 세계 고용주 중 55% 이상이 학생들이 교육 시스템에서 배우는 기술과 직장에서 요구되는 기술 사이에 점점 더 불일치하는 것을 목격함에 따라 "기술 위기"가 있다고 생각하는 것으로 나타났다. 많은 정부들에게 있어 중요한 질문은 어떻게 이 격차를 해소하고 젊은이들이 고용주들이 찾고 있는 기술을 갖추도록 할 수 있느냐 하는 것이다.

### 노동시장과 규제
첫째, 높은 수준의 고용 보호 규제는 고용주가 경기 침체기에 쉽게 해고될 수 없거나, 신입 사원이 의욕이 없거나 무능하다고 판명될 경우 해고될 수 없기 때문에 고용주가 최소 인원 이상의 고용에 신중하도록 만든다. 둘째, 인턴십, 계절적 직업, 단기계약과 같은 임시직의 개발로 젊은 근로자들은 불안정한 상황에 처하게 되었다. 그들의 직업은 임시 계약이기 때문에, 기업이 규모를 축소할 때 가장 먼저 해고되는 것이 청년이다.해고될 경우, 청년들은 단기간 동안만 회사와 함께 일했기 때문에 일반적으로 중복 지급의 대상이 되지 않는다.[12] 일단 이 일이 끝나면, 많은 사람들이 구직에서 실직하고 불이익을 당한다. 하지만 일부 청년들은 3차 교육 때 아르바이트로 출근하고 있다. 이 비율은 이탈리아, 스페인, 프랑스와 같은 나라에서는 낮지만 미국에서는 거의 3분의 1의 학생들이 교육과 일을 병행한다.

### 지원 및 종속성
세계의 많은 나라들은 노동 시장과 경제 상황이 개선될 때까지 미취업 청년들을 지원하기 위해 소득 지원을 제공한다. 이러한 지원은 적극적인 구직활동과 훈련의 관점에서 의무와 엄격히 관련되지만, 청년들 사이에 의존성을 조성하고 그들에 해로운 영향을 미치는가에 대한 논란이 대두되고 있다. 2014년 9월, 데이비드 캐머런은 정부 지원에 대한 의존도를 줄이고 학습 및 훈련 기회 증가를 위한 표적 프로그램으로 기금을 전환하기 위해 18세에서 21세 사이의 아동에 대한 주거 및 고용 혜택을 3,000파운드에서 23,000파운드로 줄일 것이라고 발표했다.

## 국가별 청년실업

### 스웨덴
스웨덴에서는 직업교육을 받는 전통이 있었지만, 대학교 진학률이 높아지면서 청년실업이 나타났다고 한다.

### 아프리카
아프리카 국가들은 청소년을 15세부터 30대 중반까지로 정의하는데, 이는 유엔의 표준화된 정의와는 다르다.아프리카는 모든 대륙에서 가장 젊은 인구를 가지고 있는데, 이는 대륙의 청년 실업 문제가 특히 관련이 있다는 것을 의미한다. 비록 청년 실업률이 높지만, 이것이 반드시 청년 실업의 원인을 특정한 것은 아니다; 열악한 사회 기반 시설이나 불충분한 교육 자격과 같은 실업의 많은 원인이 노인과 젊은 아프리카인들에게 똑같이 영향을 미친다.아프리카에서 약 2억 명의 사람들이 15세에서 24세 사이의 사람들이다. 이 숫자는 향후 30년 안에 두 배가 될 것으로 예상된다.2001년과 2010년 사이에 아프리카의 국가들은 세계에서 빠르게 성장하는 경제 중 일부를 보고했다.[4] 아프리카에서 청년들이 학교와 성인에게서 받고 있는 메시지는 구직자가 아닌 일자리 창출자가 되어 기업가가 되라는 것이다.매년 최대 1200만 명의 졸업생이 노동시장에 진출하고 있으며 이 중 300만 명만이 일자리를 얻고 있다. 이는 "청년 실업의 산이 매년 증가하고 있다"는 것을 보여준다.

### 캐나다
캐나다의 경제는 많은 다른 나라들보다 세계적인 불황을 이겨냈다. 그러나 캐나다 통계청에 따르면 지난해 캐나다 청년 실업률은 14.3%로 2007년 11.2%에 비해 증가했으며 현재 국가 실업률인 7.2%의 2배에 달했다. 이는 1977년 이후 청년 실업률과 성인 실업률의 가장 큰 격차에 해당한다. 중등 후기 졸업생의 평균 부채는 28,000달러다. 캐나다 청년층의 실업률은 나머지 인구의 약 2배다. 캐나다의 가장 큰 지방인 온타리오에서는 15-24세 사이의 실업률이 13%를 맴돌고 있다. 온타리오 주의 실제 직업을 가진 청년의 비율은 올해 52%를 넘지 못했다. 토론토의 청년실업률은 18%에 이르지만, 지역 청년층의 취업률은 43%에 불과해 도내 청년 실업률이 가장 낮은 것으로 나타났다.

### 유럽 연합
유럽의 큰 불황으로 2009년에는 남성 15%, 16~19세 여성 10%만이 정규직으로 취업했다. 유럽연합(EU)의 청년고용률은 2011년 상반기 32.9%로 사상 최저치를 기록했다. 유럽연합 국가 중 독일이 7.9%의 낮은 비율로 우위에 있다.일부 비평가들은 청년실업 감소가 경기 침체 이전부터 시작되었다고 주장한다.
2019년 10월 EU-28에서는 320만 명(25세 미만)의 청년 실업자가 발생했고 이 중 226만 명이 유로 지역에 있었다. 청년 실업률은 EU-28에서 14.4%, 유로 지역에서 15.6%로 2013년의 약 25%에 비해 크게 높아졌다. 가장 낮은 비율은 체코(5.5%)와 독일(5.8%)이 가장 높았고 그리스(2019년 2분기 33.1%), 스페인(32.8%), 이탈리아(27.8%)가 가장 높았다.
각국이 청년실업을 겨냥한 청년보장안을 제정했다.

### 프랑스
2017년 프랑스의 청년실업률은 22.3%로 전체 실업률 8.9%에 비해 상대적으로 높았다. 프랑스는 그리스, 스페인, 이탈리아, 포르투갈에 이어 EU 국가 중 청년 실업률이 가장 높은 나라 중 하나이다.
교육 수준은 프랑스 청년층의 실업에 영향을 미치는 요인이다. 고등교육 프로그램에 참여하지 않은 사람의 취업률은 30%로 고등교육에 입문한 사람의 취업률이 80%를 넘는 것에 비해 월등히 낮다. 프랑스도 고등학교 중퇴 비율이 높아 저숙련 청년 노동자가 많이 발생한다. 고용주들이 찾는 직업훈련이나 적절한 기술이 부족하기 때문에 많은 프랑스 젊은이들은 직업을 구할 수 있는 선택권이 없다.
이 실업 문제는 수십 년 동안 프랑스의 의제로 다뤄져 왔고 그 영향을 줄이기 위한 많은 노력을 불러일으켰다. 2010년 프랑스는 노동법을 제정하여 청년 인구의 법정 최저 임금을 정하였다. 또한, 공공 프로그램에는 노동자들이 새로운 직책에 진입할 수 있도록 더 잘 훈련하기 위한 직업 훈련의 촉진, 특히 저숙련 노동자들을 위한 더 많은 일자리 창출, 보조금 및 기타 노력을 통한 노동 비용 절감 등이 포함되어 있다.
프랑스는 다른 고도로 발달한 OECD 회원국에 비해 높은 실업률과 긴 기간을 보이고 있다. 1983년부터 2018년까지 프랑스의 청년 실업률이 전반적으로 증가했다. 2012년에는 평균 20.19%로 최대 26.2%에 달했다.
1979년부터 1984년까지 프랑스는 제정된 최저 임금인 SMIC가 대폭 인상되었다. 역사적으로, SMIC의 증가는 그 나라의 젊은이들 사이에서 실업률을 증가시키는 결과를 가져왔다. 이 기간 말기 청년 실업률은 26%로 OECD 평균 청년실업률의 2배에 육박했다. 프랑스는 또한 1980년부터 2007년까지 노동시장에서 활동 중인 젊은이들의 수가 두 자릿수 감소하였다.
청년 실업과 싸우기 위해 프랑스는 더 높은 수준의 교육을 받은 사람들 사이에서 실업률이 감소하고 있다고 보기 때문에 그들의 교육 시스템을 개선하려고 시도했다. 그러나 교육을 덜 받은 사람들은 실업률이 증가했을 뿐만 아니라 실업의 지속 기간도 길어졌다. 예를 들어, 1996년에 가장 낮은 교육을 받은 노동 시장 인구의 58%가 평균 1년간의 실업을 경험했다. 프랑스는 조기학교의 폐교를 10% 미만으로 줄이는 유럽 2020의 목표를 달성하면서 젊은이들 사이에서 고등교육을 늘리는 성과를 거두었다. 프랑스는 대부분 무료 고등교육을 제공하고 정부는 학생들에게 보조금을 지급한다.
유럽연합의 다른 나라들과 마찬가지로 프랑스는 청년들의 고등교육을 마치면 학교와 직장간 이전을 촉진하기 위해 학교와 직장간 정책을 제정했다. 그들은 노동인구에 입학하는 학생들의 전환 시간이 더 길며, 새로 졸업한 학생들에게 시장 포용을 강화하기 위한 몇 가지 도구를 제공하기도 한다. 정부는 보조된 고용 계약과 여러 개의 BEST 배치와 같은 노동 비용을 낮추기 위한 노력의 일환으로 여러 가지 조치를 취해 왔다. 그러나 이러한 정책들은 한국이 특히 사회 계층의 높은 청년 실업률을 계속 보고함에 따라 작은 결과를 반환하는 것으로 보인다. 첫째, 프랑스의 고용 중심 경제로 인해 노동 시장에서의 단절에 직면하고 있는 청년 이주 인구 중에서, 그들은 평균적으로 이주하지 않은 노동자보다 4% 더 높은 실업률을 경험하고 있다. 더욱이 젊은 인구 사이에 성차별이 만연해 있다.

### 미국
미국의 일반 실업률은 최근 5년간 증가했지만 청년실업률은 10%포인트 가까이 뛰었다. 가장 최근의 불황이 시작되기 전인 2007년에 청년 실업률은 이미 13%에 이르렀다. 2008년까지 이 비율은 18%로 껑충 뛰었고 2010년에는 21%를 약간 밑돌았다.[10][46] 미국의 많은 젊은이들이 1년 이상 구직활동을 하다가 실업자로 남게 되면서 청년 실업 기간도 확대되었다. 이 때문에 아래와 같이 흉터가 있는 세대가 생겨났다. 미국에서 16~24세 청년 940만 명(12.3%)이 직장도, 학교도 다니지 않는 것으로 추산됐다. 2017년 7월 현재 미국에서 16~24세 청년층 약 2090만 명(12.3%)이 취업한 것으로 추산된다. 청년층 실업률은 7월 9.6%로 2016년 7월보다 1.9%포인트 하락했다.
2017년 7월 기준 미국 청년층 실업률은 청년층(10.1%)과 여성층(9.1%) 모두 전년 여름보다 낮은 것으로 나타났다. 2017년 7월 젊은 백인(8.0%)과 흑인(16.2%)은 1년 사이 감소했고, 젊은 아시아인(9.9%)과 히스패닉(10.1%)은 별 변화가 없었다. 2020년 8월 청년실업률은 14.7%에 그쳤다.

### 스페인
최근 수십 년 동안, 청년 실업 문제는 스페인에서 놀라운 비율을 차지하고 있다. 한국은 2007-2008년의 금융위기로 극적으로 타격을 받았고 이 기간 동안 청년 실업자의 수가 급증했다. 경제협력개발기구(OECD) 국가 내에서 스페인은 15~24세 내 일자리 감소 폭이 가장 컸다. 2014년까지 스페인 청년층의 57.9%가 실업자였다. 효과적인 고용정책의 시행 실패와 경기침체기에 표시된 노동분할의 증가가 이러한 우려할 만한 상황의 주요 원인이라고 생각된다.

### 러시아
2010년 러시아의 청년 실업률은 18%를 넘었다. 그러나 불과 몇 년 전만 해도 2008년 경제위기를 거치면서 러시아의 실업률 수준에는 큰 차이가 있었다. 2005년 모스크바 주변 지역의 실업률은 1%에 불과한 반면 다게스탄 지역은 22%를 넘었다. 이는 지역 내 개발수준의 차이에 부분적으로 기인할 수 있다. 한 지역의 발전 수준이 높을수록 전체 실업률과 청년 실업률이 모두 낮은 것으로 나타났다.러시아에서 청년 실업의 주된 원인은 낮은 수준의 인적 자본에 기인하고 있다.

### 인도
2005년 청년실업률은 10% 수준이었지만 수년간 유엔에 안정적으로 통계를 보고하지 못했다. 그러나 취업기회가 없다는 이유만으로 학교에 남아 추가 학위를 받는 젊은 층이 늘고 있다. 이러한 젊은이들은 전형적으로 하위계급이지만 인종과 계층에 걸쳐 매우 다양한 개인들을 대표할 수 있다. 청년층이 유급 취업 기회를 기다리면서 단순히 대학가에서 시간을 보내고 있기 때문에 이 현상을 '타임패스'라고 부른다. 인도에서 고용 시스템은 종종 연줄이나 정부의 기회에 의존한다.

### 한국의 청년실업
한편 청년 실업이 장기화됨에 따라 청년의 범위를 어디까지 봐야 되느냐에 대해서는 대한민국 기준 2010년 이후 이견의 소지가 있다. 대한민국에서는 청년층 실업의 비중이 2004년 기준으로 전체 실업자의  47.8%를 상회할 정도로 높게 나타나고 있으며, OECD 국가들이 대부분 청년 실업으로 고민할 만큼 심각한 사회문제이다. 대한민국에서도 청년실업률이 2006년 당시 8%를 넘었다.
대졸청년들을 대상으로 한 고용노동부 통계(2003년)를 보면, 고용노동부에서는 2003년 대졸구직자를 약 68만명일 것이라고 헤아렸지만, 재계 100위에 드는 기업들의 채용인원은 불과 2만명으로 2002년보다 10%를 줄였다. 2015년에는 대졸실업자가 50만명을 넘어섰고,고졸실업자도 44만명이나 된다. 전체고용 증가세는 한풀 꺾였다.
실업률과 청년실업률 모두 박근혜 정부 때인 2013~2016년에 크게 뛰었다.
청년(15~29세)실업률은 2000년이후 7~8%였다가 2013년 8.0%였다가 2014년 9.0%로 크게 올랐고 2015년 9.1%였다가 다시 2016년 9.8%로 크게 뛰면서 최고치를 기록했다.이후 2017년 9.8%로 같았지만 2018년 9.5%로 0.3%p 줄면서 감소세로 전환했고 2019년도 줄고 있다. 2017년 한국을 제외한 OECD국 평균이 12% 수준이다. 2018년 고용률은 42.7%로 2007년 이후 가장 높다. 경제활동참가율이 늘면서 고용률이 증가하지만 실업률도 동반상승하는 현상이 발생하기도 한다. 경제활동인구는 취업자+실업자로 나뉜다. 실업률은 전세계가 모두 국제노동기구(ILO)의 기준을 따라 4주동안 구직활동을 했음에도 취업을 하지 못했을 때를 실업으로 이해하고, 이 기간에 경제활동을 했을 경우에는 취업으로 보는 통계이다. 고용보조지표를 체감실업률이나 확장실업률이라 쓰는 것은 공식용어나 정확한 표현이 아니다. 고용보조지표는 실업률 지표가 아니라 노동시장 분석을 위한 참고자료이며 고용률,실업률을 기본으로 분석해야지 고용보조지표로 분석하는 것은 심각한 통계왜곡을 가져올 수 있다. 고용보조지표는 취업자나 비경제활동인구를 대상으로 주관적 사유를 더한 수치다.

### 청년실업의 문제점
성공회 신학자 윌리엄 템플 전 캔터베리 대주교는 복지국가 이야기인 《기독교시민의 사회적 책임》에서 청년실업이 청년들의 자존감을 해치고, 더 나아가 노동의욕을 잃게 할 수 있음을 지적하였다. 청년실업은 단순히 젊은사람들이 일자리를 구하지 못하는 게 아니라 기업들이 자신들을 원하지 않음에 상처를 받게 하는 폭력임을 지적한 것이다. 그러나 청년실업을 구직자와 사용자가 원하는 인력간의 괴리감, 차이점 등 인력의 미스매치로 보는 시각도 있다.

## 영향

### 잃어버린 세대
실업 청년은 생산성 손실뿐만 아니라 실업이 청년과 그 가족에게 미치는 장기적 직간접적 영향 때문에 "잃어버린 세대"라고 불려왔다. 실업은 약 20년 동안 소득에 영향을 미친다고 한다. 취업 첫 해 동안 기술이나 경험을 쌓을 수 없기 때문에, 실직한 청년들은 꾸준히 일을 한 사람이나 성인이 되어서 실직한 청년들에 비해 평생 수입이 줄어든다. 낮은 연봉은 실업 기간 이후 20년 동안 지속될 수 있다.청년 실업이 만연하면 빈곤의 위험이 큰 사회적으로 소외된 세대가 된다. 예를 들어 스페인은 소득 불평등이 18% 증가했다.
잃어버린 세대 효과는 그들의 가족에게도 영향을 미친다. 많은 나라의 젊은이들은 이제 20대 후반까지 부모와 함께 산다. 이것은 이른바 "완전 둥지 증후군"에 기여한다. 2008년 유럽연합의 18세에서 34세 사이의 46%가 적어도 한 명의 부모와 함께 살았다; 대부분의 국가에서는 전출한 사람들보다 전출한 사람들이 실업자가 될 가능성이 더 높았다. 가정에서는 한 사람이 실업자가 되면 다른 가족의 구성원이 일자리를 구하거나 확보하기 시작하는 것이 일반적이다.이를 부가근로자 효과라고 한다. 이것은 때때로 필요할 때 비공식 부문의 고용 형태를 취할 수 있다. 청소년 생활상황의 변화와 함께, 부모와 함께 생활로 복귀하는 것은 물론, 성취감을 주는 직업을 찾는 데 어려움을 겪게 되는 영향은 정신건강위험으로 이어진다. 청년기에 오랫동안 실업자가 되는 것은 행복감 감소, 직업 만족도 및 기타 정신 건강 문제와 관련이 있다.미취업 청년들도 지역사회로부터 더 많은 고립을 보고한다. 일하지도 않고 공부하지도 않는 청소년은 배울 기회가 없고 기술을 향상시킬 기회도 없다. 그들은 노동시장에서 점차적으로 소외되어 반사회적 행동을 전개할 수 있다.
정치 불안과 공공 지출 증가

### 2011년 모로코 시위
최근 세계적으로 정치 불안과 반사회적 행동의 증가는 청년 실업의 원인으로 지목되고 있다. 2011년 과정 동안 그것은 전 세계의 시위를 부채질하는 주요 요인이 되었다. 12개월 만에 아랍세계 4개 정권(튀니지 이집트 리비아 예멘)이 젊은 층이 주도한 시위로 몰락했다. 폭동과 시위는 유사하게 많은 유럽과 북미 도시들을 집어삼켰다(스페인, 프랑스, 영국 등 2008~2011년). 높은 실업률과 낮은 실업률로 강조되는, 더 넓은 사회에서 젊은이들의 생산적인 참여의 부족은 이러한 박탈감을 가중시킬 뿐이다.
청년 실업은 또한 경제가 경쟁력을 유지하기 위해 고군분투하고 있고 고령화와 함께 사회적 편익이 증가하는 시기에 공공 지출을 급격하게 증가시킨다. 청년 실업은 급여 지급 증가, 소득세 수입 감소, 역량 낭비 등 직접적인 비용이 든다. "영국 런던경제대학(LSE)의 보고서에서는 스코틀랜드 왕립은행과 프린스 트러스트(Prince's Trust)가 영국 청년 실업자 74만4000명의 비용을 주 1억5500만 파운드(약 2억4700만 달러)의 복리후생과 생산성 손실을 보고 있다." 이와 유사하게 유럽의 청년실업으로 인한 경제적 손실은 2011년 GDP의 1.2%인 1530억 유로로 추정된다.
청년실업에는 이민을 포함한 간접비용도 있다. 젊은이들은 다른 곳에서 일자리를 찾기를 바라며 조국을 떠난다. 이러한 두뇌 유출은 특히 유럽에서 국가 경쟁력 저하에 기여했다.

### 혁신의 결여
경제 위기는 세계적인 경쟁력 하락으로 이어졌다. "대졸자 다수가 일자리를 찾지 못하고 자신의 지식과 역량을 혁신 생산과 경제성장에 쏟기 때문에 인재와 기술이 상실될 위험이 있다." 청년을 노동시장에서 배제한다는 것은 그들이 자연스럽게 제공하는 상이한 사고, 창의력, 혁신이 부족하다는 것을 의미한다. 이러한 신선한 사고는 고용주들이 새로운 디자인과 혁신적인 아이디어를 육성하기 위해 필요하다. 따라서 청년실업과 싸우는 것이 한 나라의 경제성과를 유지하는 데 핵심이다.

### 투옥 및 사망률
2015년 한 연구에서는 뉴욕시의 '여름철 청년 취업 프로그램'이 참가자들의 투옥 확률과 사망 확률을 낮춘 것으로 나타났다.

## 가능한 해결책

### 노동시장정책과 제도의 역할
노동시장 정책과 제도의 역할은 나라마다 많이 다르다. 여기 최근 청년층 고용에 대한 접근을 용이하게 하기 위해 고안된 주요 제안들에 대한 간략한 설명이 있다. 첫째, 정규직과 비정규직에 대한 보다 균형 잡힌 고용 보호가 필요하다. 그것은 업무 경험이 부족한 젊은이들이 점차적으로 정규직으로 전환하기 위한 능력과 기술을 증명할 수 있도록 보장할 것이다.또한 정규직과 임시직 사이의 보다 평등한 대우를 장려하고 비공식 고용과 싸우는 데 도움이 될 것이다. 이 제안으로 인해 유연한 계약에 대한 여러 논의가 이루어지고 청소년들에게 제공되고 있다. 둘째, 미취업 청년들에게 제공되는 소득지원의 수준과 확산에 대한 논의가 집중된다.일부 국가는 직접적인 재정 지원에서 도제 자금 지원으로 지원을 전환하는 것을 고려하는 반면, 다른 국가들은 적극적인 검색과 훈련의 보다 엄격한 의무에 대한 지원을 늘리고 있다. 셋째, 정부는 점진적으로 고용주와 트레이너를 참여시켜 청년 실업에 대한 총체적인 접근법을 만들고 교정 교육, 직장 경험 및 성인 멘토링에 초점을 맞춘 집중적인 프로그램을 제공하고 있다.
많은 정부가 실업 문제를 해결하기 위해 강조해온 노동시장 정책 중 하나는 실업자가 자영업으로 전환하도록 직접적으로 돕는 것이다. 다양한 범유럽 연구들은 일자리 창출과 전반적인 복지와 관련하여 이 프로그램들의 큰 성공을 보여주었다.

### TVET과 직업 교육
이 사건은 지난 몇 년 동안 청년들에게 특별히 취업준비를 위해 기술교육을 제공할 필요가 있다는 이유로 만들어졌다. TVET와 직업교육은 기술 위기를 해결하는 데 도움이 될 것이다. 스위스, 네덜란드, 싱가포르, 오스트리아, 노르웨이, 독일 등 일부 국가들은 직업교육 개발에 현저하게 성공했으며 청년 실업률을 OECD 평균의 절반 수준으로 줄였다.
직업교육이 왜 청년실업과 싸우기 위한 정치프로그램의 일부가 되어야 하는지에 대한 세 가지 주요 이유가 보통 제시된다.
- 첫째, 직업 훈련 프로그램들을 지원한다. 국가가 연구하여 다양하게 지속적으로 직업 교육 수료와 실업률의 감소 확률과 해외에서 더 높은 이익사이의 연관성을 보여 주었다. 하지만 청년들의 직업 교육에 등록은 15% 미만이다

- 둘째, 직업 교육 고용주의 생산성을 증가시켰다. 국가에 걸쳐 연구의 범위는 직업 훈련의 투자의 증가와 관련된 것으로 나타났다.

- 셋째, 직업 교육:직업 교육 개선 소득 평등, 더 큰 사회적 통합, 낮은 범죄율 연구로, 개선을 연결되어 왔다 상당한 사회적 이익을 가지고 있다.정도가 직업 교육 실업을 줄이기 위해 노력해야 한다.그러한 사회적 혜택들은 높은 고용과 관련된 결과를 가져다 준다.

창업 능력은 청년 실업 해결에 성공적인 해결책으로 밝혀졌다. 평균적으로"OECD국가 전역에서, PISA 조사에 의하면 거의 다섯명 중의 한명의 학생의 성적이 오늘날의 사회에서 기술의 기본적인 최소 수준에 못 미친다. 그래서 상위 중등 교육 수준을 늘려야 한다.직업 교육을 완료하기 전에, 일반 교육뿐만 아니라 경로에 실질적으로 다른 옵션을 제공하는 근본적인 기술을 가르치는 것을 목표로 해야한다.
세계 제의에는 많은 나라들 청년 기술과 고용 가능성을 향상시키기 위해 프로그램들이. 일단 그들의 터키 사람의 사업뿐만 아니라 기업가 정신에 그들을 도울 수 기술 교육에 학생들을 집중하고 있다. 영국과 호주 업을 현대화하려고 노력해 왔다. 정말로 이들 비전통적인 직업에 청년층을 위한 훈련을 제공하기 위해 사용된다. 젊음과 고용 대책을 학교나 훈련하고 직업에서 전환을 완화하고, 인스턴스를 직업 정보, 자문과 지도 서비스에 주력하고 있다.

### 21세기 기술을 가르치는 것
청년 노동시장 위기에 대한 논쟁에서 교육제도가 중심적인 역할을 한다. 명백해진 것은 우리가 가르치는 것과 가르치는 방식에 큰 변화가 필요하다는 것이다. 다양한 교육자들이 취하는 한 가지 두드러진 접근법은 교수법을 지식 중심적 교육에서 기술 중심적 교육으로 전환하는 것이다. "교육 제공자는 독점적인 콘텐츠 기반에서 균형 잡힌 콘텐츠 기반 교육과정으로의 전환을 구체화하기 위해, 교사와 교수가 학생들에게 전달해야 할 기술 및 응용 콘텐츠의 유형을 볼 수 있는 지도적 스킬 프레임워크를 구축하는 것을 목표로 삼아야 한다. 모든 교육 기관은 교육자들이 과목이나 학년 수준을 조정할 수 있을 만큼 충분히 유연한 노동 시장에 맞는 적절한 기술 프레임워크를 채택하거나 만드는 데 노력해야 한다. 더욱이, 이 틀은 학교와 대학이 그들의 지역사회에 적합하거나 시장의 변화를 수용하기 위해 수정할 수 있는 살아있는 문서로 작용해야 한다."

### 기업가정신
혁신과 창의성을 통한 경쟁력 육성의 필요성을 고려할 때, 최근의 연구는 청년 실업의 실행 가능한 해결책으로 기업가정신을 주장해왔다. 올바른 구조와 원활한 행정절차를 통해 청년들은 새로운 일자리를 찾고 창출하는 수단으로 기업을 만들 수 있었다. OECD에 따르면 중소기업은 지난 10년간 33%의 일자리가 창출된 오늘날의 주요 고용주라고 한다. 대기업이 더 이상 주요 고용원을 대표하지 않고, 청년들에게 기업가정신 문화를 준비할 필요가 있음을 보여준다. 이 대안은 종종 젊은이들이 그들의 미래를 손에 넣을 수 있도록 하는 방법으로 간주된다: 그것은 그들에게 혁신자와 기업가가 되기 위해 필요한 리더십과 경영 능력을 가르치는 데 투자하는 것을 의미한다. 이러한 기술에는 의사소통, 팀워크, 의사결정, 조직적 기술 및 자신감도 포함된다.
이 해결책은 아직 많은 개혁이 시행되지 않았기 때문에 노동 시장과 규제와 연계되어 있다. 왜냐하면 시장은 젊은이들에게 기업을 만들도록 유도할 만큼 충분히 유연하다는 것을 확실히 하기 위한 것이다. 청년 창업자가 창업하고 사업을 확장할 수 있도록 지원하는 것은 목표세액과 사업 인센티브가 핵심이다.
체계적 검토는 청년의 노동시장 성과를 개선하기 위한 다양한 유형의 개입의 효과에 대한 증거를 평가했다. 증거에 따르면 전반적으로 청년 고용 개입이 고용과 소득을 증가시키지만 효과는 작고 변동성이 매우 크다. 이 검토에서 기업가정신 촉진 및 기술 훈련에 맞춘 개입은 대부분 긍정적이고 일부는 통계적으로 유의한 효과를 보이는 반면, 고용 서비스와 보조 고용을 제공하는 프로그램은 미미한 효과를 보인다는 것을 발견했다. 효과성은 또한 국가, 프로그램 설계 및 수신자의 특성을 포함한 상황별 측면에 따라 달라지는 것 같다.

### 청년에 대한 지원
많은 연구들이 젊은이들에게 일과 관련된 기회, 필요한 기술, 진로에 대해 충분히 조언해 주지 않는다는 것을 보여주었다. 그들이 교육을 떠나기 전에, 그들이 무엇을 기대해야 하고 무엇을 기대해야 하는지에 대해 더 잘 준비하기 위해 이 정보에 접근할 수 있다는 것은 매우 중요한 것으로 보인다. 노동시장 전망과 함께 양질의 진로지도는 젊은이들이 더 나은 진로를 선택하는 데 도움이 될 것이다. 어떤 젊은이들은 미래 직업에 대한 기회가 거의 없는 분야를 공부하기로 선택한다. 정부, 고용주, 트레이너들은 청소년들에게 보다 명확한 길을 제공하기 위해 함께 노력해야 한다. 마찬가지로, 프로그램은 젊은이들을 직업의 세계로 더 잘 전환시키기 위해 개발되어야 한다. 여기서 직업교육과 견습제도는 실습과 현장실습이 긍정적인 효과를 줄 수 있다는 것을 보여주었다.

## 청년실업 대안
- 동일노동 동일임금
- 협동조합 등의 사회적 경제:에스파냐의 몬드라곤 협동합.
- 정부의 협조

청년의 연령은 해외의 경우는 15-24세를 기준으로 하는 경우가 많으나 국내는 학업과 병역 등으로 취업시작 연령이 높아 15-29세로 규정한다.

## 같이 보기
- 실업
- 고용없는 성장
- 직업
- 88만원세대
- 카운터컬처(반문화)
- 비정규직